# Wilhelm Apter
Wilhelm Apter (ur. 13 września lub 27 sierpnia 1855 w Krakowie, zm. 24 września 1916 tamże) – polski architekt żydowskiego pochodzenia, działający w Krakowie. 

## Życiorys
Był synem Jechiela i Feigli Dobrodziejskiej. Koncesję na wykonywanie zawodu budowniczego-architekta w Krakowie posiadał od 1887. Współpracował z Nachmanem Kopaldem. Prowadził własne przedsiębiorstwo budowlane. Należał do Stowarzyszenia Izraelitów Postępowych i, w latach 1893-1904, do krakowskiego towarzystwa B’nei B’rith. Pochowany na nowym cmentarzu żydowskim przy ulicy Miodowej.

## Dzieła
- 1890-1891: kamienica przy ulicy św. Sebastiana 30 w Krakowie[2]
- 1892-1893: kamienica przy ulicy Starowiślnej 55 w Krakowie[2]
- 1893-1894: kamienice przy ulicy Sebastiana 20 i 22 w Krakowie[2]